# Obnova řízení
Obnova řízení je možná, pokud navrhovatel požádá, aby bylo obnoveno už pravomocně skončené řízení, protože se ve věci objevily dříve neznámé nebo nedostupné důkazy nebo skutečnosti, které by samy nebo ve spojení s původně známými důkazy a skutečnostmi mohly vést k jinému rozhodnutí ve věci. Není rozhodující, zda při předchozím řízení byly využity mimořádné opravné prostředky, o důvodech k obnově se účastník může dozvědět po uplynutí lhůty k mimořádnému opravnému prostředku. 
Obnova řízení je přípustná v řízení civilním,  trestním, správním i v řízení před Ústavním soudem, přičemž úprava řízení o povolení obnovy je ve všech případech podobná. Povolením obnovy se původní rozhodnutí buď ruší nebo se pozastavuje jeho vykonatelnost a v původním řízení se pokračuje. Proti rozhodnutí o povolení obnovy řízení (s výjimkou řízení před Ústavním soudem) je přípustný řádný opravný prostředek (odvolání, rozklad nebo stížnost). 
Mediálně známou se stala žádost o obnovu trestního řízení Jiřího Kajínka.

## Obnova občanského soudního řízení
Žalobou na obnovu řízení může účastník původního občanského soudního řízení napadnout pravomocné rozhodnutí ve věci samé, kromě rozhodnutí ve věcech manželství nebo partnerství a kromě výroků o nákladech řízení, o lhůtě k plnění nebo předběžné vykonatelnosti, jestliže vyjdou najevo nové skutečnosti, rozhodnutí či důkazy, které mu mohou přivodit příznivější rozhodnutí. Lze ji využít i proti rozhodnutí, kterým byl schválen smír. Subjektivní lhůta k podání žaloby činí tři měsíce od okamžiku, kdy se účastník o důvodech obnovy dozvěděl, objektivní lhůta je v zásadě tříletá. O povolení obnovy (iudicium rescidens) rozhoduje prvostupňový soud, který může napadenému rozhodnutí přiznat odkladný účinek a pokud je zároveň podána žaloba pro zmatečnost, spojí se v jedno řízení. Jestliže bylo podáno i dovolání, vyčká se na jeho výsledek. Povolením obnovy řízení se automaticky odkládá vykonatelnost původního rozhodnutí, v původním řízení se pokračuje a buď se zamítne návrh na jeho změnu, nebo se původní rozhodnutí novým rozhodnutím změní (iudicium rescissorium).

## Obnova trestního řízení
Obnova trestního řízení je možná tehdy, pokud po právní moci odsuzujícího rozsudku vyjdou najevo nové důkazy či skutečnosti soudu dříve neznámé, které by mohly odůvodnit jiné rozhodnutí o vině odsouzeného, o nároku na náhradu škody, o přiměřenějším trestu nebo o pokračování v trestním řízení. Důvodem pro obnovu je i jednání některého z orgánu činného v trestním řízení, které zakládá trestný čin. Návrh na obnovu řízení může podat státní zástupce, odsouzená osoba i její příbuzní, v neprospěch odsouzeného ale jen státní zástupce. O návrhu rozhoduje prvostupňový soud a pokud mu vyhoví, zruší původní rozhodnutí buď zcela nebo jen v předmětné části, přičemž pokud je zrušen výrok o vině, je samozřejmě zrušen i výrok o trestu. Případným novým rozsudkem pak nelze uložit trest přísnější.

## Obnova soudního řízení správního
Ve správním soudnictví je možné řízení obnovit, pokud vyšly najevo nové důkazy nebo pokud jinak rozhodnuto o předběžné otázce. Lze ale obnovit pouze řízení o ochraně před zásahem správního orgánu nebo ve věcech politických stran a hnutí, nikdy však řízení, ve kterém již bylo rozhodnuto o kasační stížnosti. Subjektivní lhůta k podání návrhu o obnovu řízení činí tři měsíce od okamžiku, kdy se účastník o daných skutečnostech dozvěděl, objektivní lhůta pak tři roky od právní moci rozhodnutí. Návrhu lze přiznat odkladný účinek a pokud je obnova řízení povolena a vydáno nové rozhodnutí ve věci, nahradí rozhodnutí původní.

## Obnova správního řízení
Ve správním řízení pak obnova řízení přichází do úvahy tehdy, pokud vyšly najevo nové důkazy nebo se již využité důkazy ukázaly nepravdivými, případně pokud bylo změněno nebo zrušeno podkladové rozhodnutí. Také zde subjektivní lhůta k podání žádosti o obnovu řízení činí tři měsíce od okamžiku, kdy se účastník o daných skutečnostech dozvěděl, objektivní lhůta pak tři roky od právní moci rozhodnutí. Kromě toho může řízení o obnově řízení zahájit sám správní orgán z moci úřední, pokud je dán veřejný zájem, a navíc jestliže hrozí vážná újma, vydanému rozhodnutí se přizná odkladný účinek. Rozhoduje vždy orgán, který v původním řízení rozhodl v posledním stupni. Pokud bude řízení obnoveno, původní rozhodnutí se zruší. Podobným institutem, jako je obnova řízení, je ve správním řízení tzv. nové rozhodnutí.

## Obnova řízení před Ústavním soudem
Před Ústavním soudem lze podat návrh na obnovu řízení o ústavní stížnosti v případě, že stěžovatel se svým podáním uspěl u mezinárodního orgánu (typicky u Evropského soudu pro lidská práva) a následky porušení lidského práva nebo základy svobody stále trvají a nebyly zapraveny. Ústavní soud je přitom nálezem mezinárodního soudu vázán. Obnova řízení je přípustná v trestních i občanských věcech.
Kromě toho je obnova řízení možná i v případě řízení o velezradě prezidenta republiky, nejen pokud by se vyskytly nové důkazy, ale také v případě, že nález Ústavního soudu byl ovlivněn trestným činem jiné osoby. Po smrti bývalého prezidenta mohou o obnovu požádat i jeho příbuzní. Podstatné je, že i pokud by byl v novém řízení žaloby zproštěn, ztraceného prezidentského úřadu už nenabude.